# Casa Albergès
La casa Albergès és una obra del municipi de Sant Llorenç Savall (Vallès Occidental) protegida com a bé cultural d'interès local.

## Descripció
Es tracta d'una casa formada per diferents parts: el cos principal té dues plantes amb teulada a quatre aigües; d'ell surt, de la banda esquerra del frontis, un cos amb teulada a dues aigües formant en el pis superior una galeria amb arcades fetes amb obra vista, amb arcs apuntats. Sota teulada, una petita finestra indica la situació de les golfes. A la dreta del frontis s'aixeca una torre de planta quadrangular amb finestres amb arc de mig punt al pis superior, la teulada és de quatre aigües. Sortint de la torre i seguint la façana lateral esquerra i posterior, segueix l'edifici una balconada treballada en pedra. La part posterior de l'edifici mira al riu Ripoll, que discorre als peus de l'edifici.